# Palta Meléndez
Juan Carlos Meléndez Mackenzie (Copiapó, 4 de septiembre de 1959), más conocido por su nombre artístico Palta Meléndez, es un actor, comediante, imitador y político chileno. Ha centrado su carrera principalmente en el humor político, realizando imitaciones de personajes como Salvador Allende, Augusto Pinochet, entre otros.

## Biografía

### Inicios en dictadura
Meléndez nació en Copiapó. Estudió en el Liceo Católico Atacama de su ciudad natal, donde comenzó a realizar rutinas humorísticas. En mayo de 1979 se trasladó a vivir a Santiago para estudiar teatro, donde paralelamente inició su carrera como comediante. Su debut televisivo fue en el programa Tres a las tres de Canal 11, donde ganó el concurso de jóvenes talentos. Allí fue bautizado por Alfredo Lamadrid —entonces gerente de producción del canal— como «Palta».
Durante la década de 1980, además de sus apariciones televisivas, como en la teleserie de TVN De cara al mañana, entre otras; siguió el formato del café concert, siendo su primer espectáculo de este tipo  Hasta cuándo (1981). En sus presentaciones en el Café del Cerro comenzó a incursionar en el humor político, incluyendo chistes sobre la dictadura militar que regía el país por esos años, e imitando al general Augusto Pinochet y a los demás miembros de la Junta de Gobierno. Ello le trajo problemas con la Central Nacional de Informaciones (CNI), organismo de represión de la dictadura, siendo perseguido por sus agentes —entre ellos, Álvaro Corbalán— y detenido ilegalmente en un par de oportunidades. Por ello, decidió trasladarse por un tiempo a Caldera.

### Consagración

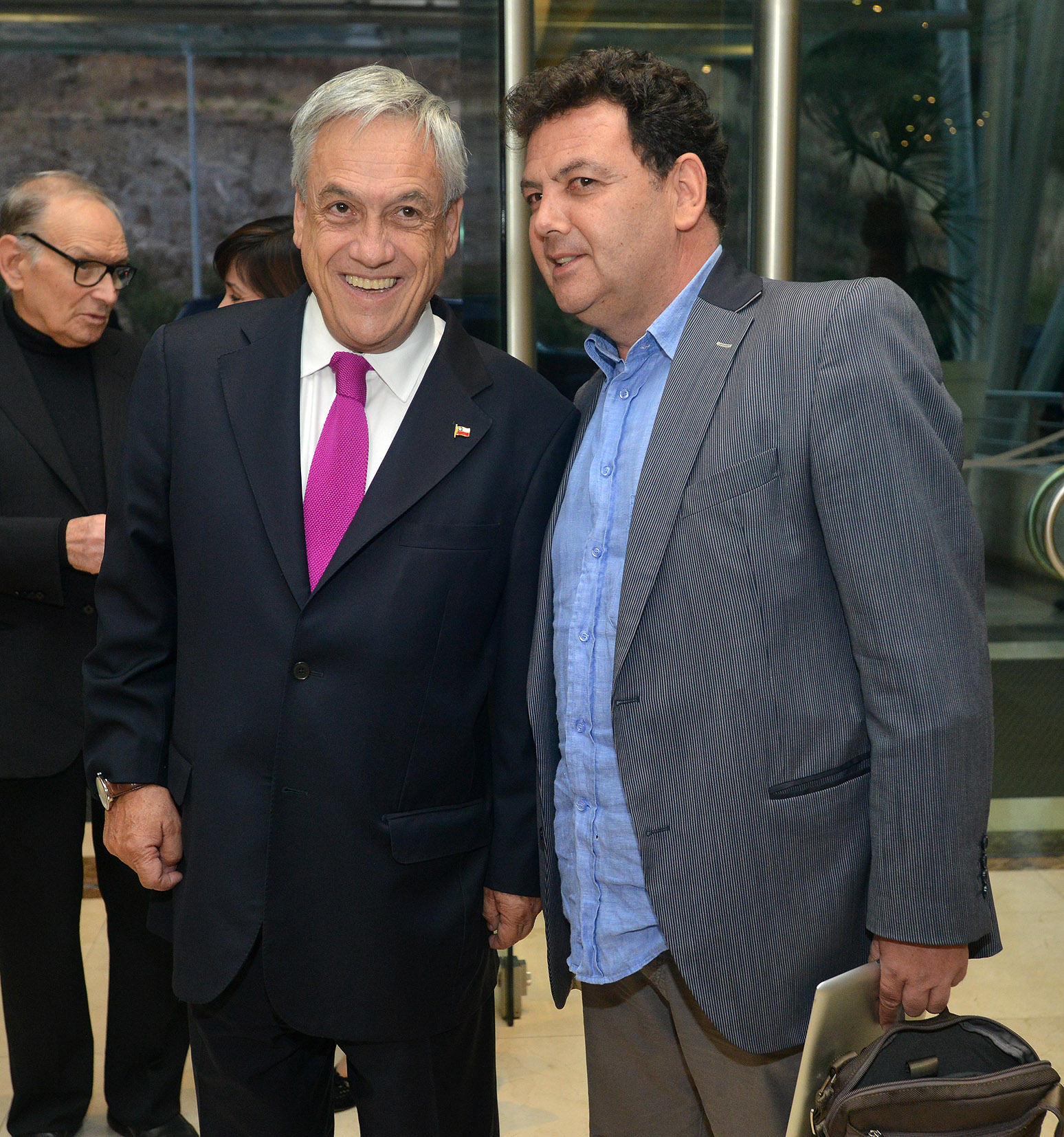
Meléndez junto a Sebastián Piñera en 2013.

Con el retorno a la democracia en la década de 1990, su carrera vuelve a emerger, siendo invitado en 1991 por primera vez al Festival Internacional de la Canción de Viña del Mar en su versión XXXII, donde recibió la estatuilla «Manolo González» al humorista más popular del evento. Por ese tiempo también condujo el programa De domingo a domingo en Megavisión. Fue invitado nuevamente al Festival de Viña 1994, ocasión en que su rutina generó polémica por un chiste sobre el papa Juan Pablo II, generando la molestia pública del dueño de Megavisión Ricardo Claro y de la Iglesia católica, y debió pedir disculpas. A pesar de ello, volvería al escenario de Viña en 1997.
El arresto de Augusto Pinochet en Londres entre 1998 y 2000 fue aprovechado por Meléndez para realizar intervenciones públicas caracterizado como el general en retiro, provocando a sus adherentes y detractores. El 24 de abril de 2000 fue agredido en la calle cuando imitaba a Pinochet. Incluso viajó a la capital inglesa para hacer su imitación, lo cual inspiró a su café concert The London Clinic y el paciente inglés, cuyo nombre hace referencia a la clínica donde estuvo internado Pinochet. Dicho espectáculo fue la base para su presentación en el Festival de Viña del Mar de 2004.
Tres años más tarde, en febrero de 2007, volvió al certamen de la Quinta Vergara, obteniendo antorcha de plata tras, entre otras cosas, imitar tanto al recientemente fallecido Augusto Pinochet y a Salvador Allende. Según Meléndez, luego de su actuación habría sido increpado por la organización del festival e insultado por Polo Ramírez, acusándolo de incumplir su contrato con la rutina.
En 2014 se involucró en la producción de Allende en su laberinto, que lo llevaría por primera vez al cine en el papel del expresidente Allende, bajo la dirección de Adrián Caetano. Sin embargo, falta de financiamiento y la imposibilidad de utilizar locaciones históricas, paralizaron las grabaciones del filme.

## Actividad política
En marzo de 2017 se convirtió en militante del Partido Radical. Fue candidato a diputado por el distrito 4 (Copiapó) en las elecciones parlamentarias de 2017, donde obtuvo 5340 votos, correspondientes al 5,69 %, no resultando elegido.

## Historial electoral

### Elecciones parlamentarias de 2017
- Elecciones parlamentarias de 2017 a Diputado por el distrito 4 (Alto del Carmen, Caldera, Chañaral, Copiapó, Diego de Almagro, Freirina, Huasco, Tierra Amarilla y Vallenar)[11]

| Candidato                      | Pacto                        | Partido | Votos  | %    | Resultado |
| ------------------------------ | ---------------------------- | ------- | ------ | ---- | --------- |
| Daniella Cicardini Milla       | La Fuerza de la Mayoría      | PS      | 16 457 | 17.6 | Diputada  |
| Sofía Cid Versalovic           | Chile Vamos                  | RN      | 13 318 | 14.2 | Diputada  |
| Jaime Mulet Martínez           | Coalición Regionalista Verde | FREVS   | 9437   | 10.1 | Diputado  |
| Juan Santana Castillo          | La Fuerza de la Mayoría      | PS      | 6247   | 6.7  | Diputado  |
| Inti Salamanca Fernández       | Frente Amplio                | POD     | 6246   | 6.7  |           |
| Nicolás Noman Garrido          | Chile Vamos                  | UDI     | 5979   | 6.4  | Diputado  |
| Juan Carlos Meléndez Mackenzie | La Fuerza de la Mayoría      | PRSD    | 5347   | 5.7  |           |
| Mario Rivas Silva              | La Fuerza de la Mayoría      | PCCh    | 3781   | 4.0  |           |
| Carlos Vilches Guzmán          | Chile Vamos                  | UDI     | 3089   | 3.3  |           |
| René Aedo Ormeño               | Chile Vamos                  | RN      | 3006   | 3.2  |           |